# Жиогайчяй (Мариямпольский уезд)
Жиогайчяй (лит. Žiogaičiai) — деревня в Калварийском самоуправлении Мариямпольского уезда Литвы. Входит в состав Любавасского староства.

## География
Деревня расположена на юго-западе Литвы, в пределах Судувской возвышенности, к югу от реки Шешупе, вблизи государственной границы с Польшей, на расстоянии приблизительно 26 километров к юго-западу от города Мариямполе, административного центра уезда. Абсолютная высота — 123 метра над уровнем моря.
Ближайшие населённые пункты: Трибарчяй, Скайстеляй, Скайсчай, Мантримай, Любавас, Мантримай, Грандай, Рекетия, Клинавас, Ковай.
Климат
Климат деревни характеризуется как умеренно континентальный с чертами морского (Dfb в классификации климатов Кёппена).

## История
В 1827 году в деревне Сантока имелось 3 дома и проживало 30 человек.
В 1888 году в населённом пункте числилось 18 человек. В национальном составе 100 % составляли литовцы. В административном отношении деревня входила в состав гмины Любово Кальварийского уезда Сувалкской губернии.

## Население
По данным официальной переписи 2011 года численность населения Жиогайчяя составляла 2 человека (1 мужчина и 1 женщина).